# Najman Avigad
Najman Avigad (en hebreo: נחמן אביגד; Zawalow, Galitzia (entonces Austria, ahora Zavaliv, Ucrania), fue un arqueólogo israelí.

## Carrera
Avigad estudió arquitectura en lo que hoy es la ciudad de Brno, República Checa. Emigró a la Palestina británica en 1926. Se casó con Shulamit (Levin) Avigad en 1928.   
Trabajó en las excavaciones de las sinagogas de Beit Alfa y Hamat Gader. 
Avigad obtuvo su doctorado en 1952, con una disertación sobre las tumbas del Valle de Cedrón en Jerusalén. Enseñó en la Universidad Hebrea de Jerusalén desde 1949 y hasta su jubilación en 1974. 
Dirigió la excavación en Beit Shearim a partir de 1953. Avigad también trabajó en las excavaciones de Masada, el complejo en la cima de la montaña construido por Herodes el Grande. Estuvo también involucrado en la exploración de cuevas en el desierto de Judea y publicó uno de los rollos del Mar Muerto.

### Excavaciones en Jerusalén
En 1969, Avigad fue invitado a llevar a cabo las excavaciones en el Barrio Judío, en la Ciudad Vieja de Jerusalén. El Barrio Judío había permanecido en ruinas desde la Guerra de 1948, cuando fue conquistado por Jordania. En 1967, durante la Guerra de los Seis Días, Jerusalén Antigua pasó a manos de Israel. Las autoridades israelíes decidieron aprovechar el estado de desolación del Barrio Judío para realizar allí extensas excavaciones, antes de volver a poblarlo. 
Entre sus numerosos hallazgos se incluyen:  
- La llamada Casa Quemada, un edificio destruido cuando Tito, el futuro emperador romano, reprimió la revuelta judía contra el dominio romano. Esta fue la primera evidencia arqueológica hallada que confirma la destrucción de Jerusalén en el año 70 d. C., descrita en la obra del historiador Flavio Josefo.
- Otras Lujosas mansiones pertenecientes a las clases altas de Jerusalén en tiempos de la dinastía herodiana.
- Una de las representaciones más antiguas de la Menorá, (el candelabro del Templo de Jerusalén), tallada en una pared cubierta con yeso hace 2200 años.
- Restos de la Iglesia Nea, una de las iglesias más grandes de Jerusalén en el período bizantino.
- El Cardo, una de las avenidas principales de Jerusalén en tiempos romanos y bizantinos. Conectaba la Iglesia del Santo Sepulcro y la Iglesia de Nea.
- Restos de la Muralla Ancha, mencionada dos veces en el Libro de Nehemías. Construida para defender Jerusalén durante el reinado del rey Ezequías a finales del siglo VIII a. C.
- La Torre Israelita, un remanente de las fortificaciones de Jerusalén en la Edad de Hierro, que atestigua el saqueo babilónico de Jerusalén en el 586 a. C.[2]

Avigad publicó muchos temas, principalmente sobre sellos hebreos. Uno de los sellos que encontró en 1964 fue tentativamente identificado como perteneciente a la reina Jezabel, mencionada en la Biblia. sin embargo, esta identificación es discutida por otros.[4] Según el erudito bíblico Frank Moore Cross, Avigad "fue el epigrafista más distinguido de Israel de su generación y una de las grandes figuras en la historia de la epigrafía hebrea y judía".[5]

## Premios y distinciones
- En 1954, Avigad fue galardonado con el Premio Bialik de Pensamiento judío.[4]
- En 1977, fue galardonado con el Premio Israel de Estudios de la Tierra de Israel.[5]
- En 1984, recibió el premio Yakir Yerushalayim.[6]